# Bicchiere Aalto
Il bicchiere Aalto, soprattutto noto come vaso Savoy, è un famoso vaso in vetro creato da Alvar Aalto e sua moglie Aino Marsio, diventato un'icona internazionale del design finlandese.

## Storia
Fu disegnato nel 1936 in occasione di un concorso indetto dall'industria vetraria Karhula-Iittala che ancora oggi lo produce. 
Aalto fu invitato a partecipare al concorso e presentò disegni a tecnica mista con il motto: Eskimåkvinnans skinnbyxa (pantaloni in cuoio per donne eschimesi).
Risultato vincitore,  il vaso fu poi presentato a Parigi nel 1937 in occasione dell'Esposizione Internazionale «Arts et Techniques dans la Vie moderne», ove riscosse un considerevole successo.
Il vaso venne utilizzato da Aalto come elemento di arredo all'Hotel Savoy di Helsinki da cui prese il nome, inaugurato nel 1937. I primi prototipi furono realizzati soffiando il vetro all'interno di una composizione di bastoni di legno, si poteva così ottenere il profilo ondulato divenuto il suo marchio caratteristico che amava ripetere con i materiali più diversi. Morbide sinuosità che Aalto può avere fatto proprie ispirandosi ad un artista d'avanguardia come lo scultore Hans Arp, anche se alcune affinità sono riscontrabili in alcuni vasi prodotti dalla vetreria svedese Orrefors nel 1935.

## Caratteristiche
In origine la soffiatura a bocca veniva effettuata in stampi di legno, dal 1983 si preferisce utilizzare stampi in ghisa e la lavorazione, in buona parte eseguita ancora con tecniche artigianali, richiede un ciclo produttivo di trenta ore.
Tuttora vengono prodotti, con alcune modifiche, gli oggetti della collezione disegnata per il concorso, che spaziava dal piatto piano al vaso alto un metro.